# Kalkvaleriaan
De kalkvaleriaan  (Valeriana wallrothii) is een overblijvende plant uit de kamperfoeliefamilie (Caprifoliaceae). De soort komt van nature voor in Zuid- en Midden-Europa en is inheems in Wallonië. Het aantal chromosomen is 2n = 28.
De plant wordt 40-100 cm hoog en vormt ondergrondse uitlopers. De rechtopstaande stengels hebben gewoonlijk 3-7 knopen en zijn aan de voet dicht behaard. De bladeren zijn geveerd. De middelste, 5-12 cm lange stengelbladen hebben een zeer korte steel en 15-25, lijnvormige blaadjes met een stompe top. Het topblaadje is hoogstens even breed als de andere blaadjes. Meestal zijn de blaadjes aan de onderkant min of meer dicht, afstaand behaard. De langste bladstelen zijn 0,5-7 cm. 
De kalkvaleriaan bloei in mei en juni met roze, 2-6 mm grote bloemen.
De vrucht is een 2-4 mm lang nootje.

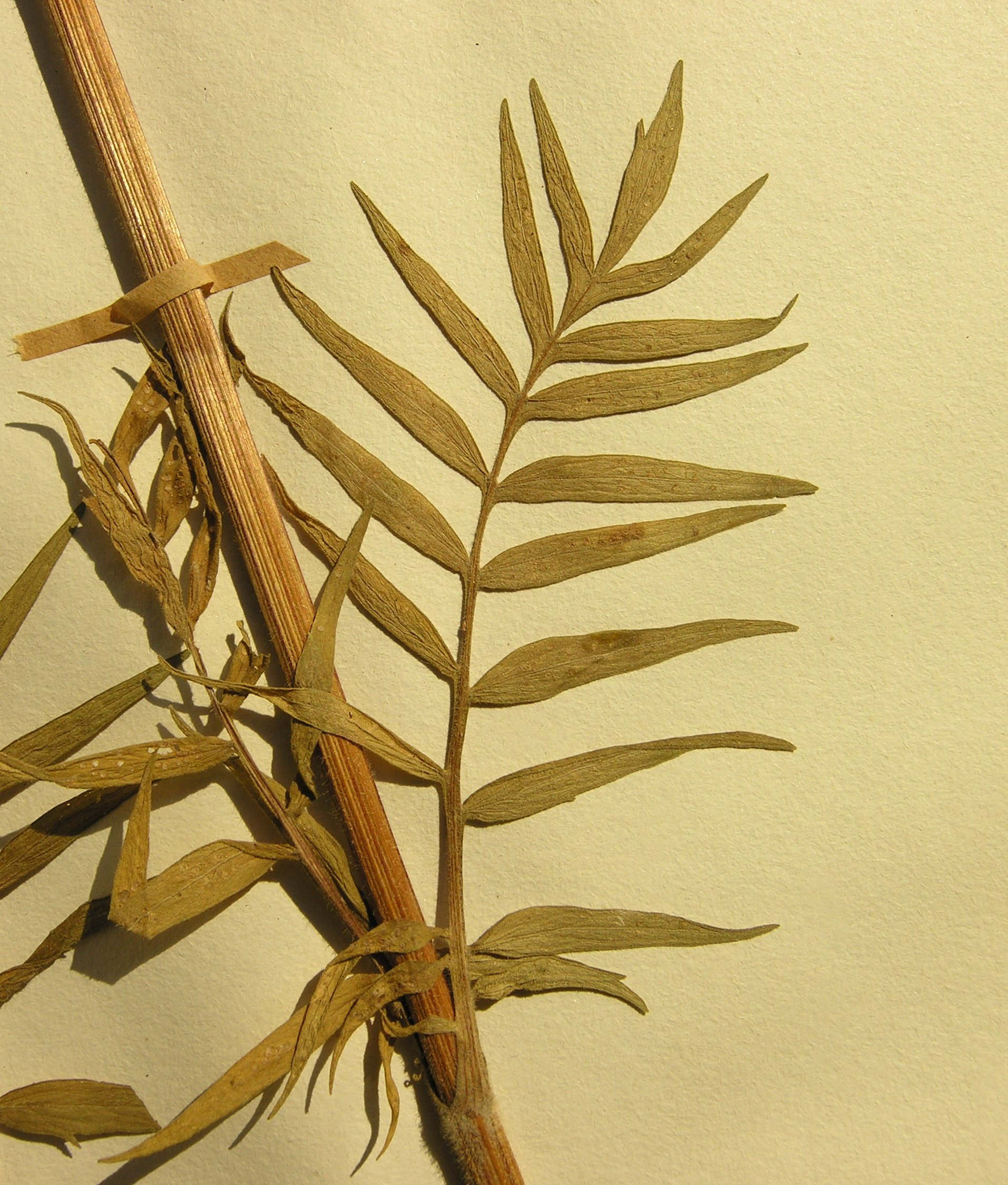
Stengel
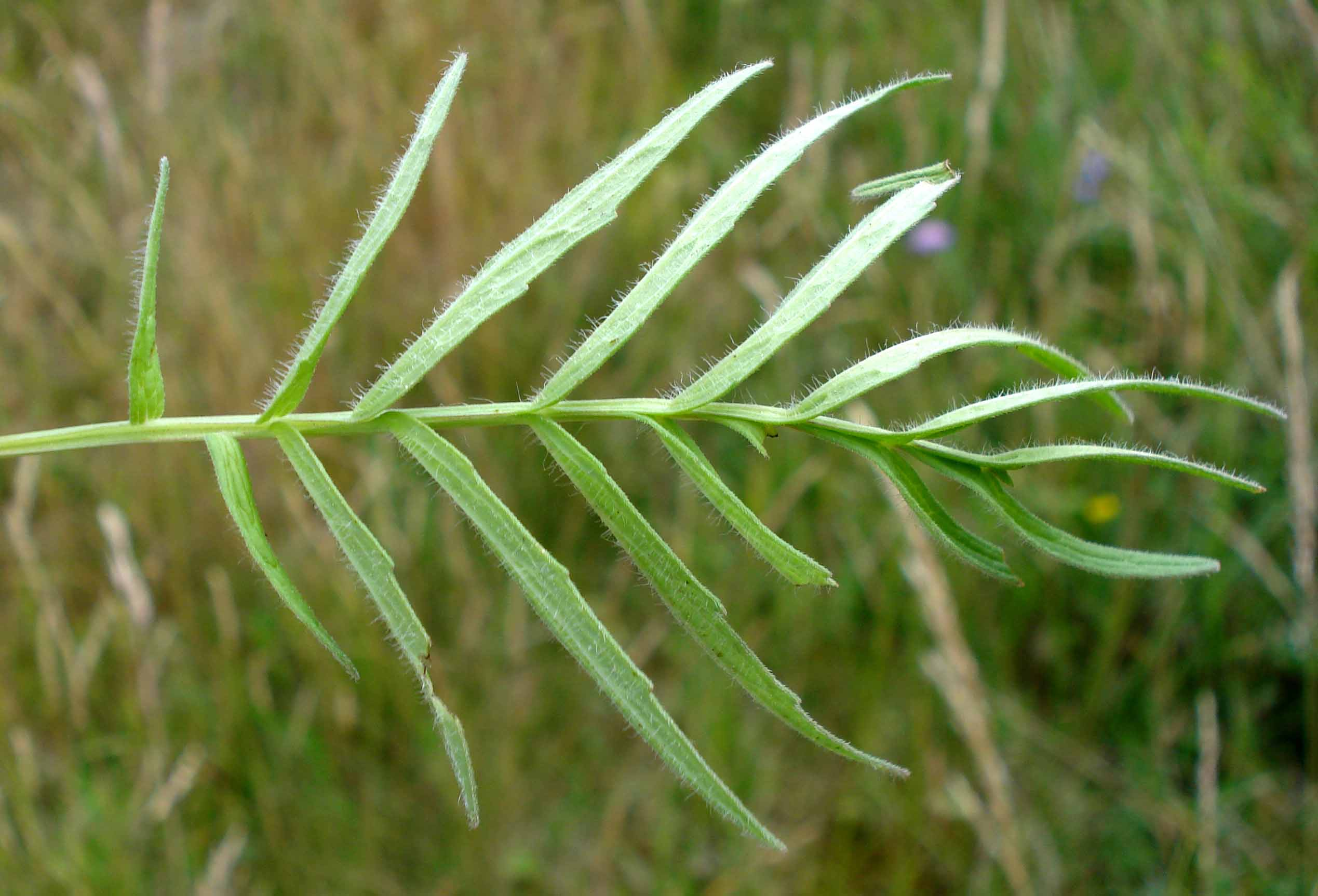
Onderzijde blad
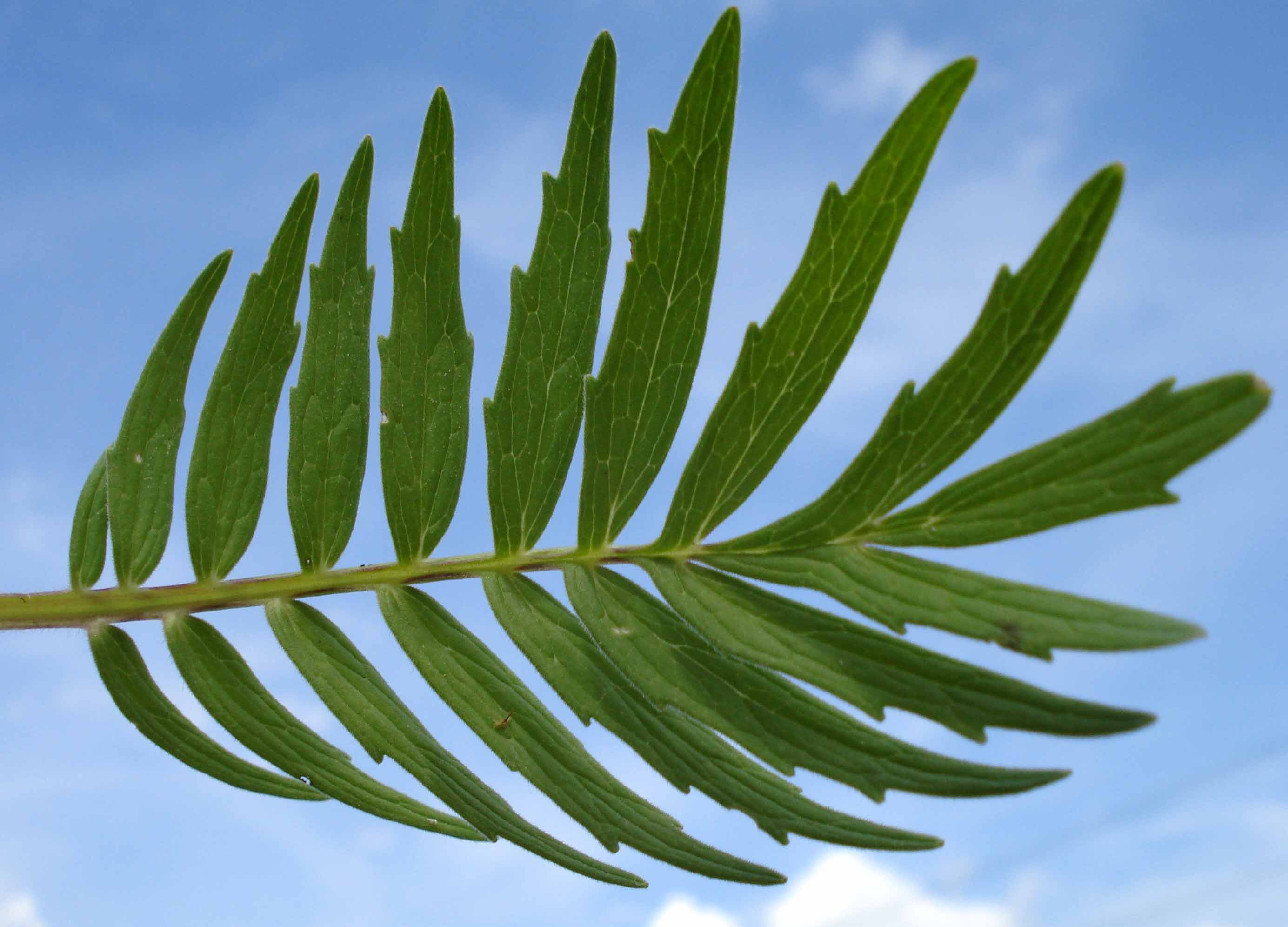
Bovenzijde blad
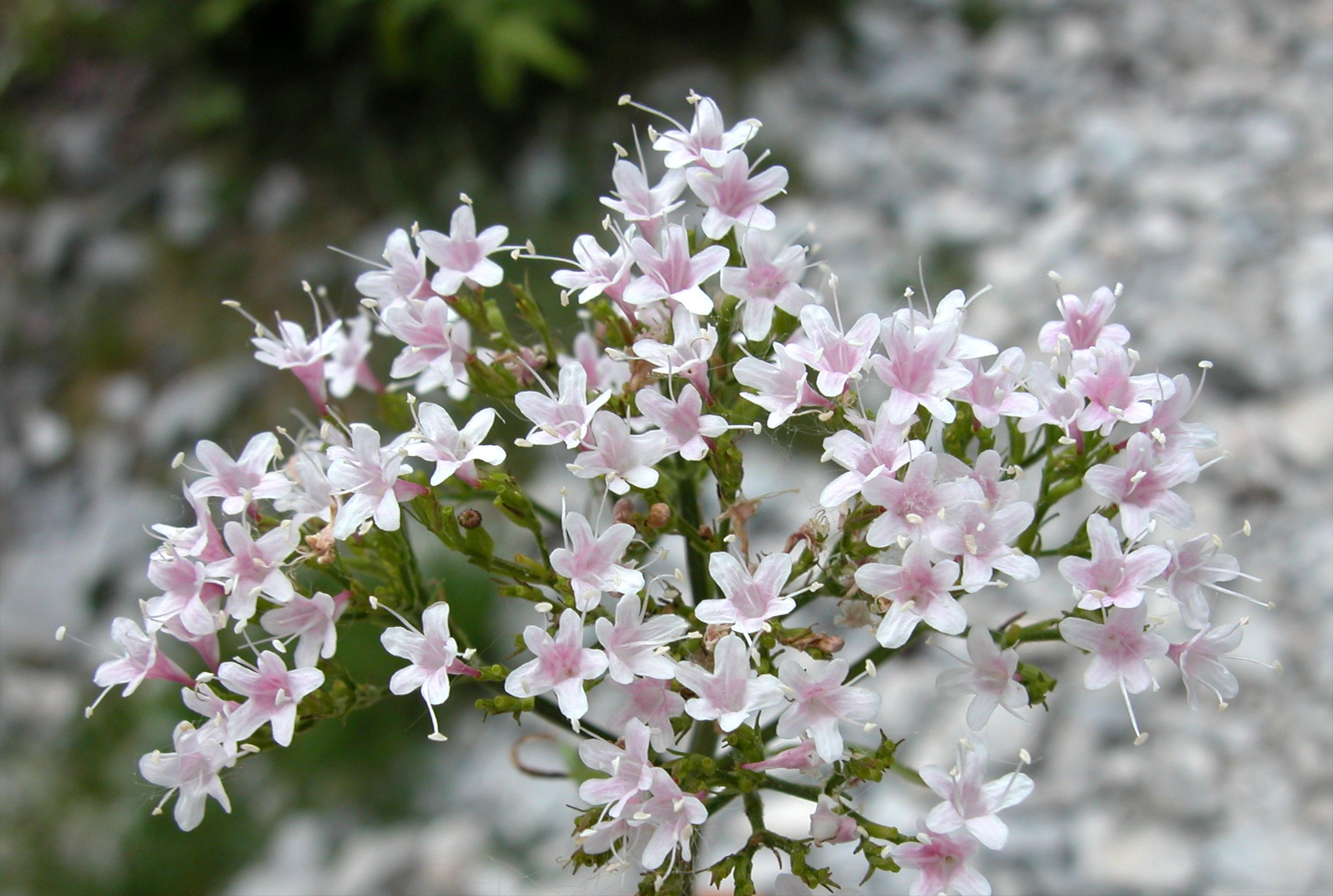
Bloeiwijze

De kalkvaleriaan komt voor op vrij droge, kalkrijke grond in kalkgrasland, struwelen en lichte bossen.